# Joseph Yves Limantour
Pour les articles homonymes, voir Limantour et José Yves Limantour.
Joseph Yves Limantour, né le 12 avril 1812 à Kéryado (Ploemeur) et mort le 30 avril 1885 à Mexico, est un armateur de commerce français opérant en Californie et au Mexique.

## Biographie
Joseph Limantour est le fils d'un gardien du port de Lorient et commence très jeune à naviguer. À partir de 1832, Joseph Yves Limantour cabote le long de la rive Pacifique de l'Amérique, puis principalement entre le Mexique et la Californie. Le 26 octobre 1841, son bateau Ayacucho, un ancien transporteur de guano, s'échoue sur une plage de Point Reyes du comté de Marin, au nord de San Francisco, plage qui porte désormais son nom.
Durant la guerre qui oppose le Mexique et les États-Unis, il comprend vite que pour assurer sa fortune, il doit  miser sur le trafic d'armes : il fournit au gouverneur, le général Manuel Micheltorena (es), des armes et munitions. En paiement, il obtient des traites sur les douanes mexicaines, qu'il échange contre un grand nombre de terrains situés en bordure de la baie de San Francisco. Il va bientôt être propriétaire d'un million d'hectares californiens. Il est dans les meilleurs termes avec le représentant de la France. Avec la montée du conflit entre le Mexique et les États-Unis, Joseph Limantour essaye de faire de la contrebande d'armes mais il en est dissuadé par la marine de guerre américaine.
Le traité de Guadalupe Hidalgo maintient les droits antérieurs à l'annexion par les États-Unis en 1856, mais, du fait de l’afflux de population provoqué, notamment, par la ruée vers l'or, le mètre carré a atteint des valeurs prodigieuses. Ses titres sont acceptés au début, mais ce ne sont que des copies dont les originaux ont disparu. Certains habitants paient, d’autres intimident et même assassinent les témoins. Finalement, en 1858, la Cour Fédérale[Laquelle ?] qui avait fait appel de la décision de la Commission des Terres qui avait examiné et validé les titres en 1856, conclut à une fraude mais la controverse subsiste.
Il est le père de José Yves Limantour (né le 6 décembre 1854, décédé en 1935), ministre des finances du Mexique et de Julio, né le 17 juin 1863.

## Hommages
- La baie Limantour (en), près de San Francisco, baptisée en hommage à Joseph Yves Limantour[3], est devenue en partie en août 2009, une réserve marine d'État[5].

- La plage de Limantour (Limantour Beach) se trouve dans l'aire protégée du Point Reyes National Seashore[6].